# Bojan Macuh
Bojan Macuh, slovenski sociolog, pisatelj in učitelj, 24. julij 1959, Maribor

## Življenjepis
Leta 1988 je zaključil Pedagoško akademijo v Mariboru, smer Slovenski jezik in družbeno moralna vzgoja. Leta 2000 je diplomiral na dvopredmetnem študijskem programu Sociologija in Slovenski jezik in književnost. Leta 2009 je zaključil magistrski študij na študijskem programu Sociologija na Filozofski fakulteti v Univerze v Mariboru. Doktorski študij je zaključil na študijskem programu Edukacijske vede na Pedagoški fakulteti Univerze na Primorskem.
Kot docent za področje sociologije predava na Fakulteti za poslovne in komercialne vede v Celju in VSŠKV v Ljubljani.
Je raziskovalec ARRS in IRDO Maribor.

### Leposlovje
- Zakaj? Zakaj pa ne ... – dramatika (2005)
- Hrepenenje ostaja  – pesniška zbirka (2006)
- Mulci kot mulci – (tudi e-knjiga) – roman (2008)
- Počitniška pustolovščina – roman (2010)
- Počitniška pustolovščina – (Audiobook) – (2023)
- Ljubezen.com (tudi e-knjiga) – roman (2012)
- Dogodivščine garažnega benda (tudi e-knjiga) – roman (2014)
- Mulci še vedno v akciji (tudi e-knjiga) – roman (2014)
- Prosim, pusti me na miru! (tudi e-knjiga) –  roman (2014)
- Dom kot drugi dom (tudi e-knjiga) – roman  (2014)
- Kandidatura – dramatika (2015)
- Pridi, Loki, greva  (tudi e-knjiga) – roman (2016)
- Tjan dobi novega prijatelja – pobarvanka (2016)
- Tjan dobi novega prijatelja – (turi e-knjiga) slikanica (2017)
- Tjan dobi novega prijatelja – (Audiobook) – (2023)
- Tian gets a new friend – (e-knjiga) (2021)
- Tjan in Inja – (tudi e-knjiga) slikanica (2020)
- Vrni se (tudi e-knjiga) – roman (2021)
- Mi se ne damo (v pripravi) – (2023)
- Inja in Tjan na morju – (2023)
- Inja in Tjan na morju – (Audiobook) – (2024)

### Strokovna literatura
- Med veroukom in moralno vzgojo (2001)
- Osnovna šola Razkrižje nekoč in danes – publikacija (2004)
- Državljanska vzgoja in etika – priročnik (2007)
- Sociologija – učno gradivo (2010)
- Uvod v sociologijo – učbenik (2013)
- Dan je dolg 24 ur: Kako se prebiti skozi vsakodnevno delo in prosti čas – soavtor (2016)
- Polemike in razmišljanja –  (2018)
- Čustvena inteligenca in osebnostni razvoj – učbenik (2020)
- Teme iz sociologije – učbenik  (2021)
- Teme iz sociologije – (e-učbenik) (2022)
- Čustvena inteligenca in osebnostni razvoj – e-učbenik/2. pos. izdaja (2023)
- Poslovna etika – učbenik – (soavtor) – (2023)
- Odzivi na aktualna družbena dogajanja – Eseji  – (2024)
- Resnica najbolj boli  – Eseji  –  (2024)

### Znanstvene monografije
- Ženska – mati po prenehanju zakonske in izvenzakonske zveze (2014)
- Življenjski slog starostnikov v domovih za starejše (2017)
- Dolgoročni razvoj sodelavcev in podjetja – soavtor (2019)
- Upravljanje organizacije in vodenje sodelavcev – soavtor (2019)
- Medgeneracijsko sodelovanje: Potreba in zahteva časa (2019)
- S skrbjo za sodelavce do boljših rezultatov podjetja – soavtor (2020)
- Čustvena inteligenca: kako lažje nad tegobe sodobnega načina življenja –  (2021)
- Trajnostno naravnani dostopni turizem – soavtor  (2021)
- Etika in kultura v primežu sodobne globalne družbe – (2022)
- Etika in kultura v primežu sodobne globalne družbe –  (e-knjiga) –  (2022)
- Raziskovanje kot trajnostni izziv – (e-knjiga) –  (2022)
- Raziskovanje kot trajnostni izziv – (2023)
- Pomen vzgoje in učenja otrok s čustvenimi ter vedenjskimi težavami in motnjami – (v pripravi) – (2023)
- Sustainable accssible Tourism – (soavtor) – (2023)

### Znanstveni članki in prispevki na znanstvenih konferencah
- The social role of mother after the cessation of marital and extra-marital relationship (2014)
- Lifelong education and learning together with their influence on the life quality of the adults - sociological view (2014)
- Using quality educational approaches to implement new skills (2016)
- Vpliv družine in svojcev na kakovost življenja starostnikov v tretjem in četrtem življenjskem obdobju in vpliv na vključevanje v vseživljenjsko učenje v domu za starejše (2016)
- Življenjski slog starejših v domovih za starejše (2017)
- Ovire starejših pri aktivnostih v domovih  za starejše (2017)
- Vpliv časa in prostega časa na aktivnost študentov (2017)
- Deficitarnost kadra v slovenskem gostinstvu: 2008–2017– soavtor (2017)
- Vseživljenjsko učenje in izobraževanje kot osnova kakovosti življenja pedagoških delavcev (2018)
- Duhovna oskrba starostnikov v domovih za starejše (2018)
- Media exposure and Secondary School Delinquency – soavtor (2018)
- Aktivno staranje v slovenskih domovih za starejše: prostočasne dejavnosti starostnikov (2019)
- Starejši v domovih za starejše – znanstvena konferenca (2019)
- Pomen medgeneracijskega sodelovanja za starostnike v tretjem in četrtem življenjskem obdobju (2019)
- Ponudba turističnih storitev za ljudi s posebnimi potrebami – soavtor (2019)
- Kako se ljudje s posebnimi potrebami vključujejo v ponudbo turistične ponudbe društev – soavtor (2019)
- Društva upokojencev kot pospeševalci turistične potrošnje in prostočasnih dejavnosti slovenskih upokojencev (soavtor) 2020
- Pomen zadovoljstva otrok in mladostnikov v mladinskem domu – soavtor (2020)
- Vloga staršev pri socializaciji otrok in mladostnikov v mladinskem domu – soavtor (2020)
- Vloga TIC-ov pri informiranju ljudi s posebnimi potrebami – soavtor (2020)
- Promoviranje turistične ponudbe s poudarkom na prostočasnih dejavnostih za segment ljudi s posebnimi potrebami  – soavtor (2020)
- Prostočasne in turistične dejavnosti ljudi s posebnimi potrebami  –  soavtor (2021)
- Potrebe starostnikov v tretjem in četrtem življenjskem obdobju  (2021)
- Medgeneracijsko sodelovanje: interes mladih za delo in pomoč starostnikom –  soavtor (2021)
- Importance of intergenerational cooperation for an ageing society – soavtor (2022)
- Medgeneracijsko sodelovanje: interes mladih za delo in pomoč starostnikom – soavtor (2022)
- Upravljanje referatov za študentske zadeve v slovenskem visokem šolstvu med globalno pandemijo: Izkušnje, pridobljene v času pandemije COVID- 19 – soavtor (2022)
- Starajoča se družba in medgeneracijsko povezovanje – (2022)
- Social Challenges and Social Gerontology Competencies  The Case of Slovenia – soavtor (2023)
- SLOVENSKO VISOKOŠOLSKO IZOBRAŽEVANJE: OD ZGODOVINSKIH KORENIN DO IZZIVOV V ČASU COVID-19 – soavtor (v tisku) (2024)

## Vir
- Biografija.
- http://izobrazevanje-bm.si/index.php/